# AB-2 (航空機)
AB-2は、愛知時計電機航空機部（のちの愛知航空機）が大日本帝国海軍向けに試作した水上偵察機。

## 概要
1928年（昭和3年）に海軍から愛知、中島飛行機に対して指示されたカタパルト射出可能な水上偵察機の競争試作に対し、愛知は独ハインケル社から輸入したHD-56（のちの九〇式一号水上偵察機）と並行して、愛知初となる完全自社設計機の開発をもくろんだ。開発は1929年（昭和4年）に三木鉄夫技師を設計主務者として開始され、翌1930年（昭和5年）に2機の試作機が完成した。
機体は金属製骨組みの胴体と木製骨組の翼に羽布張りの複葉機で、降着装置は双フロート。一五式水上偵察機を上回る高性能を発揮することが期待されていたが、愛知自社製のAC-1エンジンが不調なために予定性能を発揮できず、改修を重ねている最中に集合排気管の不備による発火事故が発生し1機を焼失。この事故を受けて開発は中止された。

## 諸元
- 全長：8.24 m
- 全幅：11.00 m
- 全高：3.446 m
- 主翼面積：36.0 m2
- 自重：1,115 kg
- 全備重量：1,655 kg
- エンジン：愛知 AC-1 空冷星型9気筒（最大330 hp） × 1
- 最大速度：180 km/h
- 巡航速度：130 km/h
- 航続時間：5.9時間
- 武装：
7.7mm固定機銃 × 1
7.7mm旋回機銃 × 1
30kg爆弾 × 2
- 乗員：2名